# DevConf.cz
DevConf.cz (Developer Conference) je každoroční bezplatná komunitní konference sponzorovaná společností Red Hat pro vývojáře, administrátory, inženýry DevOps, testery, autory dokumentace a další přispěvatele open source technologií. Konference obsahuje témata týkající se Linuxu, Middlewaru, Virtualizace, Storage a Cloudu. Na DevConf.cz se komunity FLOSS synchronizují, sdílejí si informace o upstreamových projektech v Brně, v České republice.
DevConf.cz se koná každoročně, obvykle během posledního lednového víkendu (týden před FOSDEM), v kampusu Fakulty informačních technologií VUT v Brně.
Hlavními tématy loňské konference DevConf.cz 2020 byly: Agile, DevOps & CI/CD, Cloud and Containers, Community, Debug / Tracing, Desktop, Developer Tools, Documentation, Fedora, Frontend / UI / UX, Kernel, Immutable OS, IoT (Internet of Things), Microservices, Middleware, ML / AI / Big Data, Networking, Platform / OS, Quality / Testing, Security / IdM, Storage / Ceph / Gluster and Virtualization.

## Historie konference
- 2009 
  - 10. – 11. září na Fakultě informatiky Masarykovy university – hlavní témata konference byla zaměřena na vývojáře a pokročilé uživatele GNU/Linux, a vývojáře JBoss
  - 33 přednášek a workshopů[2]
  - Témata JBoss – Jopr, jboss.org, Drools, Jbpm
  - Témata Fedora – KDE and core utils[3]
  - Hlavní mluvčí konference byli Radovan Musil a Radek Vokál
- 2011 
  - 11. – 12. února na Fakultě informatiky Masarykovy university
  - Dva paralelní programy
  - Přibližně 200 účastníků[4]
- 2012
  - 17. – 18. února na Fakultě informatiky Masarykovy university
  - 60 přednášek
  - Více než 600 účastníků
  - GTK+ hackfest a GNOME Docs Sprint[5]
- 2013
  - 23. – 24. února na Fakultě informatiky Masarykovy university
  - 60 přednášek, 18 krátkých prezentací, 20 workshopů[6]
  - Přibližně 700 účastníků[7]
- 2014
  - 7. – 9. února na Fakultě informatiky Masarykovy university
  - 6 paralelních programů
  - Více než 1000 účastníků
  - Úvodním mluvčím konference byl Tim Burke z Red Hat[8]
- 2015
  - 6. – 8. února na Fakultě informačních technologií Vysoké učení technické v Brně
  - 154 workshopů a přednášek
  - Více než 1000 účastníků
  - 8 paralelních programů
  - Vyhlášení vítězů soutěže Winter of Code
  - Hlavními mluvčími konference byli Tim Burke, viceprezident Red Hat engineering, a Mark Little, viceprezident Red Hat engineering a CTO JBoss Middleware[9]
- 2016
  - 5. - 7. února na Fakultě informačních technologií VUT v Brně
  - 203 workshopů a přednášek
  - 1600 účastníků
  - 8 paralelních tracků (5 prednáškových tracků a 3 workshopové)
  - Hlavními mluvčími konference byli Tim Burke, Jan Wildeboer, Denis Dumas a Matthew Miller
- 2017
  - 27. - 29. ledna na Fakultě informačních technologií VUT v Brně
  - 220 přednášek, workshopů, keynotů
  - 20 paralelních programů
  - 1600 účastníků
  - 13 komunitních stánků, 4 komunitní meetupy
- 2018
  - 26. - 28. ledna na Fakultě informačních technologií VUT v Brně
  - 3 keynoty, 215 přednášek a diskusí a 26 workshopů
  - 20 paralelních programů
  - 15 komunitních stánků, 6 komunitních meetupů
  - Hlavními mluvčími konference byli Chris Wright, Hugh Brock, Michael McGrath, Jim Perrin, Matthew Miller
  - 1600 účastníků
- 2019
  - 25. - 27. ledna na Fakultě informačních technologií VUT v Brně
  - 273 přednášek a workshopů
  - 21 paralelních programů
  - 18 komunitních setkání a 6 zábavných aktivit
  - 1500 účastníků
- 2020
  - 24. - 26. ledna na Fakultě informačních technologií VUT v Brně
  - 3 keynoty, 210 přednášek, 11 diskusí a 23 workshopů
  - 21 paralelních programů
  - 20 komunitních stánků, 12 komunitních meetupů a 5 zábavných aktivit
  - Hlavními mluvčími konference byli Leslie Hawthorn, William Benton a Christoph Goern, Karanbir Singh a Jeremy Eder
  - 1600 účastníků

## Financování
Vstup a účast na konferenci je zdarma. Konference je sponzorována společností Red Hat. Událost je organizována převážně dobrovolníky.

## Podobné konference
- FOSDEM
- OpenAlt (dříve LinuxAlt)